# Eriocaulaceae
Ordre
Famille
Classification APG III (2009)
Les Eriocaulaceae sont une famille de plantes monocotylédones de l'ordre des Poales. Elle comprend 1 150 espèces réparties en une dizaine de genres. Ce sont des plantes herbacées, pérennes, à rosette, plus ou moins parcheminées, des régions subtropicales à tropicales (rarement des régions tempérées), principalement présentes en Amérique du Sud

## Étymologie
Le nom vient du genre Eriocaulon dérivé du grec έριο / erio, laine, et καυλος /  caulos, tige ou pénis.

## Classification
En classification classique de Cronquist (1981) c'est la seule famille de l'ordre des Eriocaulales Nakai (1930). La classification phylogénétique APG II (2003) et la classification phylogénétique APG III (2009) situent cette famille dans l'ordre des Poales.

## Liste des genres
Selon la World Checklist of Selected Plant Families (WCSP) (20 avr. 2010) :
- Actinocephalus (en)  (Körn.) Sano (2004)
- Blastocaulon (en)  Ruhland (1903)
- Eriocaulon  L. (1753)
- Lachnocaulon (en)  Kunth (1841)
- Leiothrix  Ruhland (1903)
- Mesanthemum (en)  Körn. (1856)
- Paepalanthus  Mart., Ann. Sci. Nat. (1834)
- Philodice (en)  Mart., Ann. Sci. Nat. (1834) = Syngonanthus
- Rondonanthus (en)  Herzog (1931)
- Syngonanthus  Ruhland (1900)
- Tonina (en)  Aubl. (1775)

Selon Angiosperm Phylogeny Website (19 mai 2010) :
- Blastocaulon Ruhland
- Eriocaulon L.
- Lachnocaulon Kunth
- Leiothrix Ruhland
- Mesanthemum Korn.
- Paepalanthus Kunth
- Philodice Mart.
- Syngonanthus Ruhland
- Tonina Aubl.

Selon NCBI (20 avr. 2010) :
- Actinocephalus
- Blastocaulon
- Eriocaulon
- Lachnocaulon
- Leiothrix
- Mesanthemum
- Paepalanthus
- Rondonanthus
- Syngonanthus
- Tonina

Selon DELTA Angio (20 avr. 2010) :
- Blastocaulon
- Eriocaulon
- Llachnocaulon
- Leiothrix
- Mesanthemum
- Paepalanthus
- Philodice
- Rhodonanthus
- Syngonanthus
- Tonina

Selon ITIS (20 avr. 2010) :
- Eriocaulon  L.
- Lachnocaulon  Kunth
- Syngonanthus  Ruhl.